# 特奧多爾·托多羅夫

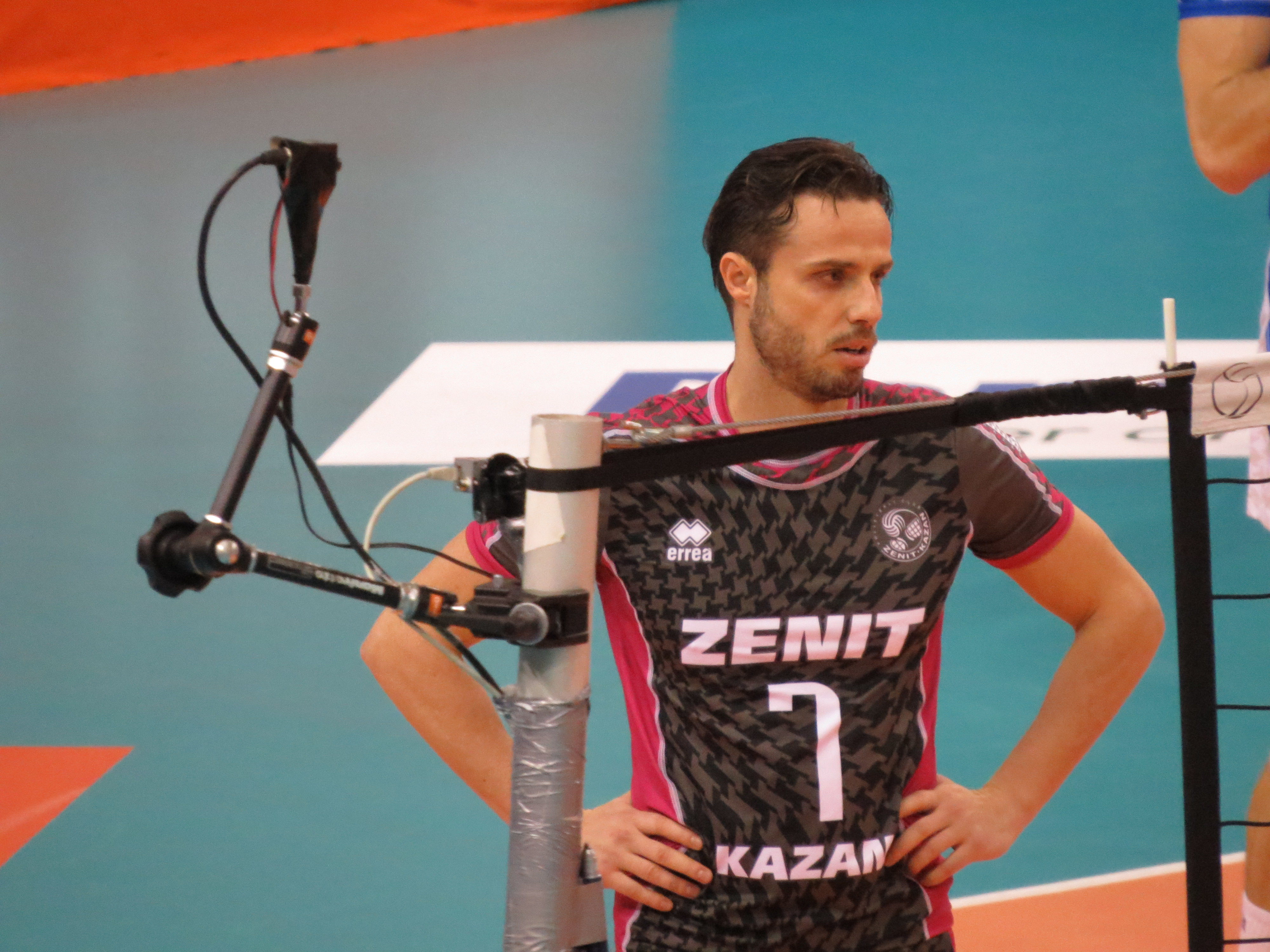
特奧多爾·托多羅夫

特奧多爾·托多羅夫（1982年8月16日—）是一位保加利亞排球運動員。在場上的位置是自由人。他代表保加利亞國家男子排球隊參賽，參加了2008年奧運會和2012年奧運會。